# Associazione Calcio Monti del Matese Bojano 2005-2006
Questa voce raccoglie le informazioni riguardanti l'Associazione Calcio Monti del Matese Bojano nelle competizioni ufficiali della stagione 2005-2006.

## Organigramma societario
- Pinuccio Giannantonio - Vice presidente
- Carlo Perrella - Direttore generale
- Raimondo De Felice - Segretario generale

- Angelo Di Stefano - Medico sociale
- Lucia Ferrace - Massaggiatrice

## Rosa
| N. |                   | Ruolo | Calciatrice          |
| -- | ----------------- | ----- | -------------------- |
|    | Italia (bandiera) | P     | Ilaria Altieri       |
|    | Italia (bandiera) | P     | Elisa Forlucci       |
|    | Italia (bandiera) | P     | Pierina Nardulli     |
|    | Italia (bandiera) | D     | Sara Berarducci      |
|    | Italia (bandiera) | D     | Letizia Biallo       |
|    | Italia (bandiera) | D     | Rosaria Farina       |
|    | Italia (bandiera) | D     | Valentina Lanzieri   |
|    | Italia (bandiera) | D     | Francesca Lardo      |
|    | Italia (bandiera) | D     | Giovanna Rana        |
|    | Italia (bandiera) | D     | Maria Sorvillo       |
|    | Italia (bandiera) | C     | Marianna Abete       |
|    | Italia (bandiera) | C     | Diana Bellucci       |
|    | Italia (bandiera) | C     | Giuseppina Benvenuti |

| N. |                   | Ruolo | Calciatrice        |
| -- | ----------------- | ----- | ------------------ |
|    | Italia (bandiera) | C     | Eleonora Carrus    |
|    | Italia (bandiera) | C     | Roberta Catalano   |
|    | Italia (bandiera) | C     | Patrizia Corvo     |
|    | Italia (bandiera) | C     | Gioia Masia        |
|    | Italia (bandiera) | C     | Chiara Silvestre   |
|    | Italia (bandiera) | C     | Francesca Valetto  |
|    | Italia (bandiera) | A     | Sara Berarducci    |
|    | Italia (bandiera) | A     | Fabiana Colasuonno |
|    | Italia (bandiera) | A     | Sara Coluzzi       |
|    | Italia (bandiera) | A     | Luana Fracassi     |
|    | Italia (bandiera) | A     | Marcella Marino    |
|    | Italia (bandiera) | A     | Simona Sodini      |

## Calciomercato

### Sessione estiva
| Acquisti | Acquisti           | Acquisti           | Acquisti   |
| R.       | Nome               | da                 | Modalità   |
| -------- | ------------------ | ------------------ | ---------- |
| D        | Sara Berarducci    | Roma CF            | definitivo |
| D        | Valentina Lanzieri | Torino             | definitivo |
| D        | Gioia Masia        | Torres Terra Sarda | definitivo |
| D        | Maria Sorvillo     | Torino             | definitivo |
| C        | Marianna Abate     | Campobasso         | definitivo |
| C        | Rosaria Farina     | Ludos Palermo      | definitivo |
| C        | Francesca Valetto  | Torino             | definitivo |
| A        | Fabiana Colasuonno | Torres             | definitivo |
| A        | Luana Fracassi     | Campobasso         | definitivo |
| A        | Simona Sodini      | Torino             | definitivo |

| Cessioni | Cessioni               | Cessioni       | Cessioni   |
| R.       | Nome                   | a              | Modalità   |
| -------- | ---------------------- | -------------- | ---------- |
| D        | Cristina Mitola        | E.D.P. Jesina? | definitivo |
| C        | Piera Cassandra Maglio | Rapid Lugano   | definitivo |
| C        | Ilde Manes             | Campobasso     | definitivo |
| ?        | Natascia Tarquinio     | ???            | definitivo |

## Risultati

### Serie A

#### Girone di andata
| Arbitro: | Di Lorenzo (Termoli) |

|           |           |  |
| Masia 76’ | Marcatori |  |

| Arbitro: | Bellotti (Verona) |

|             |           |                            |
| Bologna 87’ | Marcatori | 59’ (rig.), 92’ Colasuonno |

| Arbitro: | Ferrone (L'Aquila) |

|                       |           |                              |
| Colasuonno 80’ (rig.) | Marcatori | 8’ (rig.) Conti 15’ Pedersen |

| Arbitro: | Metelli |

|  |           |            |
|  | Marcatori | 56’ Sodini |

| Arbitro: | Quadranti |

|                              |           |                                      |
| Gazzoli 11’, 65’ Murelli 21’ | Marcatori | 4’, 14’ Colasuonno 59’ (rig.) Sodini |

| Arbitro: | Mallo |

|                                      |           |                                   |
| Bellucci 23’ Lanzieri 68’ Sodini 73’ | Marcatori | 27’, 40’ Baldi 67’ (rig.) Fuselli |

| Arbitro: | Ricciardello |

|                                |           |                                        |
| Panico 1’ Pasqui 39’ Zorri 49’ | Marcatori | 15’ Colasuonno 36’ Sodini 2t’ Bellucci |

| Arbitro: | Strozza |

|  |           |                                               |
|  | Marcatori | 5’, 46’ Boni 45’ Gabbiadini 88’ (aut.) Biallo |

| Arbitro: | Franco (Milano) |

|  |           |                                                                |
|  | Marcatori | 12’ Sodini 44’ Colasuonno 65’ Farina 68’ Sorvillo 79’ Bellucci |

| Arbitro: | Guido Operato |

|                |           |  |
| Colasuonno 11’ | Marcatori |  |

| Arbitro: | Brassi (Seregno) |

|             |           |                |
| Perelli 11’ | Marcatori | 54’ Colasuonno |

#### Girone di ritorno
| Arbitro: | Genova (Bologna) |

|            |           |  |
| Nasuti 60’ | Marcatori |  |

| Campobasso 11 febbraio 2006 13ª giornata | M. Matese Bojano     | 0 – 0 referto | Graphistudio Tavagnacco | \| Arbitro: \| Di Lorenzo (Termoli) \| |
| Arbitro:                                 | Di Lorenzo (Termoli) |               |                         |                                        |

| Arbitro: | Carrucciu (Cagliari) |

|                                      |           |  |
| Conti 11’, 36’ Ricco 26’ Placchi 38’ | Marcatori |  |

| Arbitro: | Donato Inglese (Foggia) |

|           |           |  |
| Farina 9’ | Marcatori |  |

| Arbitro: | Carlo Barile |

|  |           |              |
|  | Marcatori | 55’ Paliotti |

| Arbitro: | Simone Panizzi (Città di Castello) |

|                       |           |  |
| Fuselli 17’, 27’, 75’ | Marcatori |  |

| Arbitro: | Danilo Baglioni |

|  |           |                             |
|  | Marcatori | 7’ Gangheri 26’, 31’ Panico |

| Arbitro: | Fabrizio Ponzeveroni (Padova) |

|                           |           |  |
| Camporese 13’ Girelli 73’ | Marcatori |  |

| Arbitro: | Perrone |

|                                       |           |             |
| Bellucci 20’ Lanzieri 65’ Coluzzi 66’ | Marcatori | 29’ Solinas |

| Arbitro: | Giacomozzi (Sarno) |

|                            |           |  |
| Tagliabracci 47’, 74’, 77’ | Marcatori |  |

| Bojano 20 maggio 2006, ore 15:00 CEST 22ª giornata | M. Matese Bojano | 0 – 0 referto | ACF Milan | (ca. 50 spett.) |

### Coppa Italia

#### Primo turno
Girone 6
| 3 settembre 2005 | M. Matese Bojano | 4 – 0 | Fabriano |  |

| 10 settembre 2005 | Perugia Grifo | 0 – 1 | M. Matese Bojano |  |

| 18 settembre 2005 | A.D. Decimum Lazio | 2 – 2 | M. Matese Bojano |  |

| 1º ottobre 2005 | M. Matese Bojano | 8 – 0 | Sezze |  |

| 15 gennaio 2006 | Girls Roseto | 1 – 5 | M. Matese Bojano |  |

#### Quarti di finale
| 25 febbraio 2006 | M. Matese Bojano | 2 – 4 | Bardolino Verona |  |

## Statistiche

### Statistiche di squadra
| Competizione | Punti | In casa | In casa | In casa | In casa | In casa | In casa | In trasferta | In trasferta | In trasferta | In trasferta | In trasferta | In trasferta | Totale | Totale | Totale | Totale | Totale | Totale | DR  |
| Competizione | Punti | G       | V       | N       | P       | Gf      | Gs      | G            | V            | N            | P            | Gf           | Gs           | G      | V      | N      | P      | Gf     | Gs     | DR  |
| ------------ | ----- | ------- | ------- | ------- | ------- | ------- | ------- | ------------ | ------------ | ------------ | ------------ | ------------ | ------------ | ------ | ------ | ------ | ------ | ------ | ------ | --- |
| Serie A      | 27    | 11      | 4       | 3       | 4       | 10      | 15      | 11           | 3            | 3            | 5            | 15           | 21           | 22     | 7      | 6      | 9      | 25     | 36     | -11 |
| Coppa Italia | -     | 3       | 2       | 0       | 1       | 14      | 4       | 3            | 2            | 1            | 0            | 8            | 3            | 6      | 4      | 1      | 1      | 22     | 7      | +15 |
| Totale       | -     | 14      | 6       | 3       | 5       | 24      | 19      | 14           | 5            | 4            | 5            | 23           | 24           | 28     | 11     | 7      | 10     | 47     | 43     | +4  |

### Statistiche delle giocatrici
| Giocatore     | Serie A  | Serie A | Serie A     | Serie A    | Coppa Italia | Coppa Italia | Coppa Italia | Coppa Italia | Totale   | Totale | Totale      | Totale     |
| Giocatore     | Presenze | Reti    | Ammonizioni | Espulsioni | Presenze     | Reti         | Ammonizioni  | Espulsioni   | Presenze | Reti   | Ammonizioni | Espulsioni |
| ------------- | -------- | ------- | ----------- | ---------- | ------------ | ------------ | ------------ | ------------ | -------- | ------ | ----------- | ---------- |
| D. Bellucci   | ?        | 3       | ?           | ?          | ?            | ?            | ?            | ?            | ?        | 3+     | ?           | ?          |
| F. Colasuonno | ?        | 9       | ?           | ?          | ?            | ?            | ?            | ?            | ?        | 9+     | ?           | ?          |
| S. Coluzzi    | ?        | 1       | ?           | ?          | ?            | ?            | ?            | ?            | ?        | 1+     | ?           | ?          |
| R. Farina     | ?        | 2       | ?           | ?          | ?            | ?            | ?            | ?            | ?        | 2+     | ?           | ?          |
| V. Lanzieri   | ?        | 1       | ?           | ?          | ?            | ?            | ?            | ?            | ?        | 1+     | ?           | ?          |
| G. Masia      | ?        | 1       | ?           | ?          | ?            | ?            | ?            | ?            | ?        | 1+     | ?           | ?          |
| S. Sodini     | ?        | 5       | ?           | ?          | ?            | ?            | ?            | ?            | ?        | 5+     | ?           | ?          |
| M. Sorvillo   | ?        | 1       | ?           | ?          | ?            | ?            | ?            | ?            | ?        | 1+     | ?           | ?          |